# Parque nacional de Kazuma Pan
El Parque nacional de Kazuma Pan (en inglés: Kazuma Pan National Park) está situado en una esquina del extremo norte occidental del país africano de Zimbabue.
El parque se encuentra en la frontera con Botsuana a poca distancia al noroeste de parque nacional de Hwange. Con una superficie de 77.345 acres (313 km²), ofrece una de las pocas áreas de Zimbabue de paisajes llanos, con buena visibilidad y con poblaciones de mamíferos escasos pero importantes. Kazuma Pan es un paraíso para las aves, así como el hogar de antílopes ruanos, tsessebes, guepardos, jirafas, rinocerontes, y muchas otras especies.
Kazuma Pan fue proclamado parque nacional en 1949, pero se le quitó esta protección en 1964 pues no había tenido ningún desarrollo. Recuperó su estatus de parque nacional bajo la Ley de parques y vida salvaje (1975). 